# 粟田細目
粟田 細目（あわた の ほそめ、生没年不詳）は、飛鳥時代の豪族。姓は臣。細目臣とも表記される。

## 経歴
『日本書紀』巻第二十二によると、推古天皇20年（612年）の時に
とあり、これが細目の名前の初出である。このことから聖徳太子の冠位十二階がつつがなく履行されていたことが分かる。
そのほか、細目の名前が現れるのは、時代が下って、30年後の皇極天皇元年（642年）の舒明天皇の喪葬の時である。
ここでも、冠位制の施行を窺うことができ、舒明天皇の葬儀に際して、粟田細目が重要な役割を果たしていたことが分かる。なお、大派皇子は、舒明天皇の叔父にあたる。
天武天皇13年（684年）、八色の姓で粟田連一族は朝臣を賜姓されている。